# Credo Econell 12
A Credo Econell 12 a magyar Kravtex-Kühne csoport által gyártott alacsony belépésű szóló autóbusz típus, amelyet 2011-ben mutattak be. Továbbfejlesztett változata a Credo Econell 12 Next és annak csuklós változata, a Credo Econell 18 Next. A típusból a Volánbusz Zrt. összesen 718 darabot vásárolt.[forrás?]

## Története
A Volánbusz és több közlekedési vállalat járműfiatalítási programba kezdett, miszerint az elavultnak és korszerűtlennek számító autóbuszokat új, modern típussal cserélné le. Az elsősorban az Ikarus 200-as szériát tömegesen kiváltó új járművek tervezésére és legyártására kiírt pályázatot a Kravtex-Kühne csoport nyerte meg. 2011-ben bemutatták a helyközi Credo Econell 12 típust és annak városi, három ajtós változatát a Credo Econell 12 City-t. A típus nagy sikernek bizonyult, több különböző Volán-társaság és közlekedési vállalat vásárolt a típusból. Az Econell széria hamar elterjedt, a 2010-es évek végére az ország minden pontjára eljutott.

## Típusváltozatok

#### Nullszéria (2011–2013)
A nullszériás Credo Econell 12 autóbuszokat a Volánbusz és a különböző Volán-társaságok számára gyártották. A típust Euro V EEV emissziós normájú dízelmotorral szerelték, manuális váltóval.

#### Első széria (2014–2016)
A prototípusban 8 fellépőmentes ülőhely volt, állóhely nélkül a második ajtóval szemben. A nullszériában állóhelyet alakítottak ki 6 ülőhely rovására. A dobogók és fellépők kialakítása változatlan, így két valóban alacsonypadlós hely található.

#### Második széria (2016–)
A második szériás járművek már környezetkímélőbb, Euro6-os motorral lettek ellátva. A homlokfali ködfényszóró a korábbi 60 milliméteres átmérőről 90 milliméteresre nőtt. A 2018-as PPH-sorozattal kezdődően megváltozott az ajtók feletti burkolatok alakja és rögzítése, ráadásul világosabb (törtfehér) színű lett a légcsatorna-burkolat is.

#### NEXT széria (2022)
A 2021-ben bemutatott Credo Econell 18 Next mintájára egy évvel később, 2022-ben megalkották a széria szóló változatát is. A Credo Econell 12 Next autóbuszok karosszériája a csuklós változathoz hasonlóan önhordó, így a jármű másfél tonnával kevesebb tömegű a hozzá hasonló autóbuszokhoz képest. A szóló változatból egyelőre nem érkezett a Volánbusz állományába.

## Képgaléria

Credo Econell 12
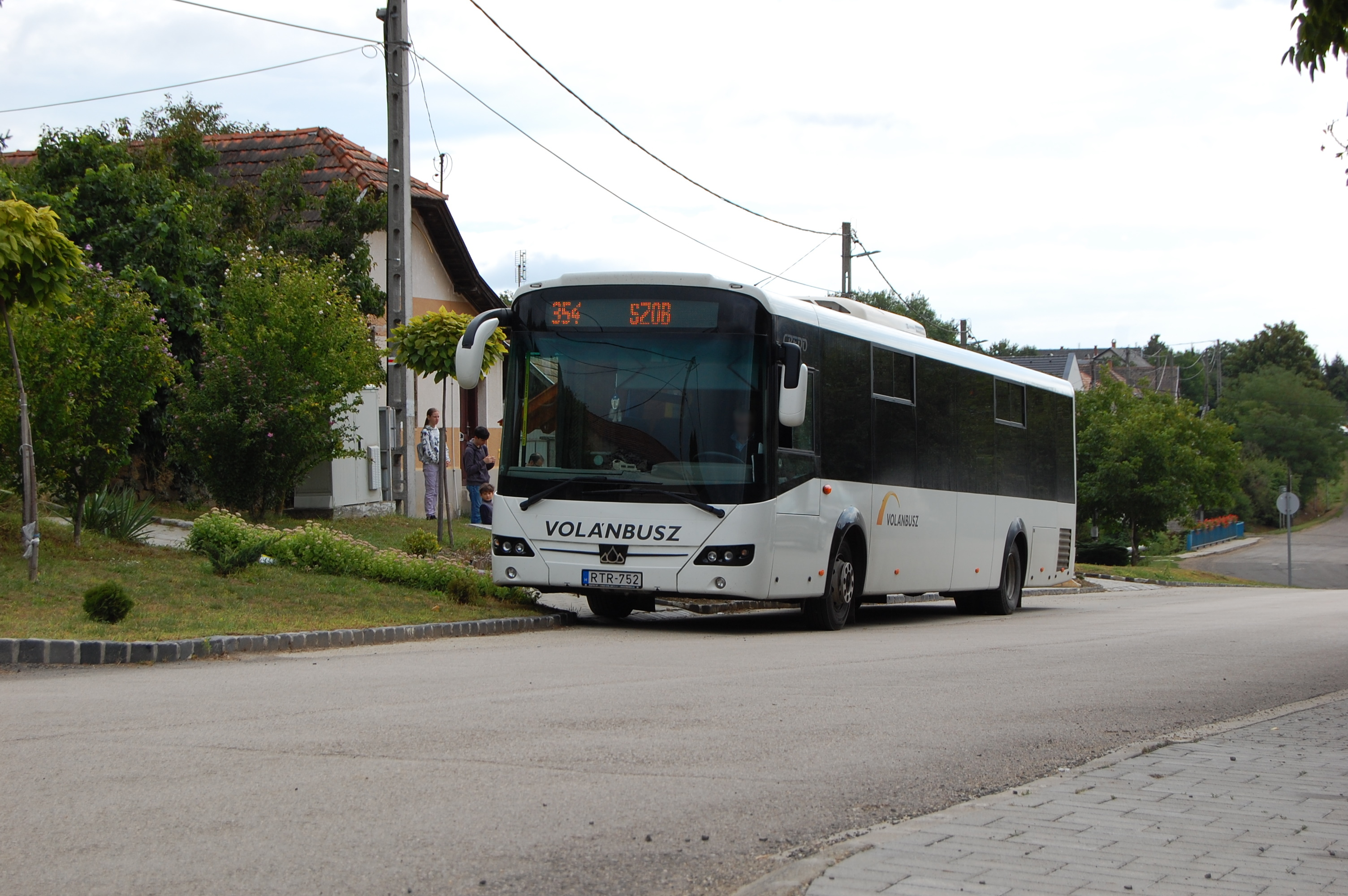
Credo Econell 12 autóbusz Márianosztrán. (2021)
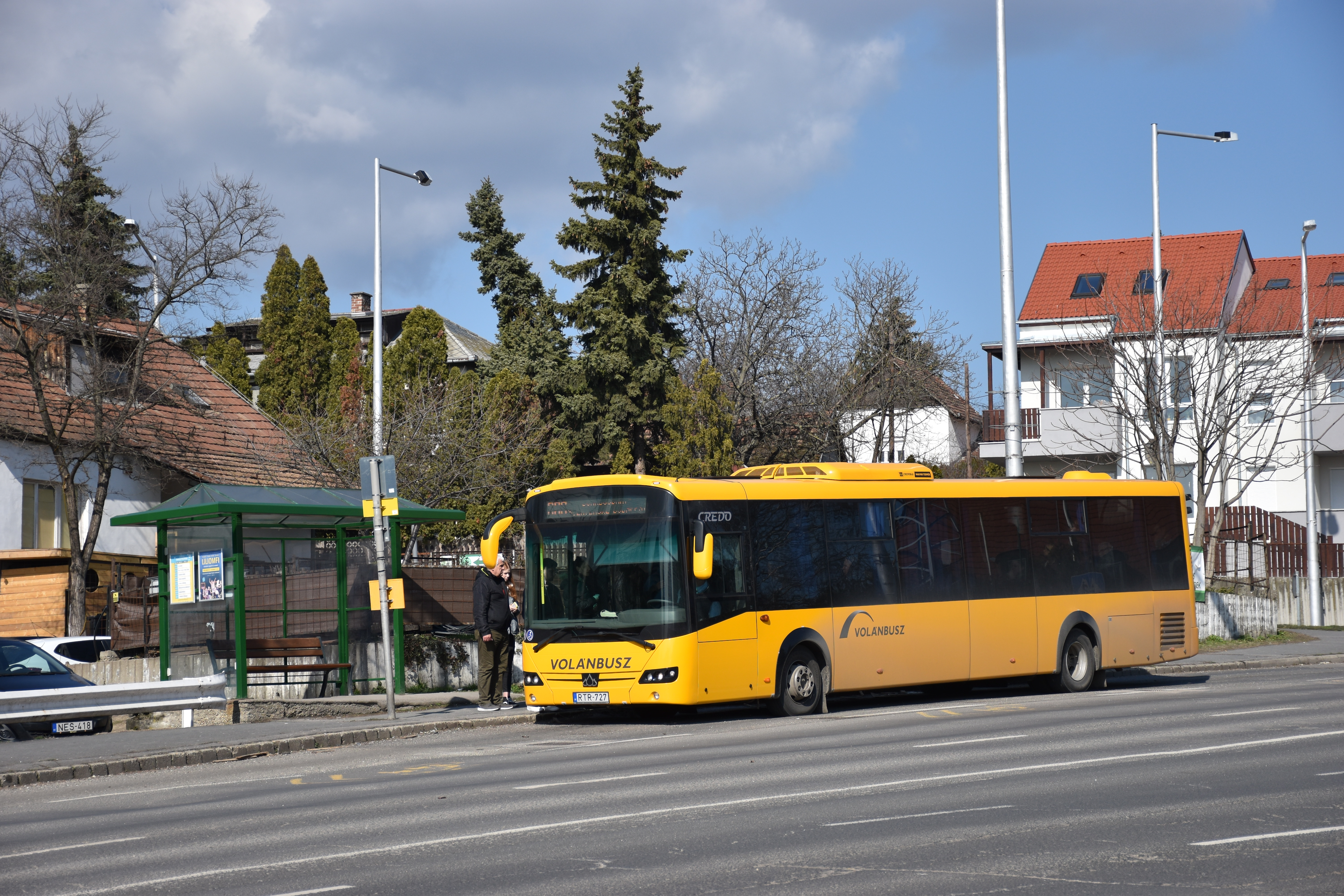
Credo Econell 12 autóbusz Szentendrén.
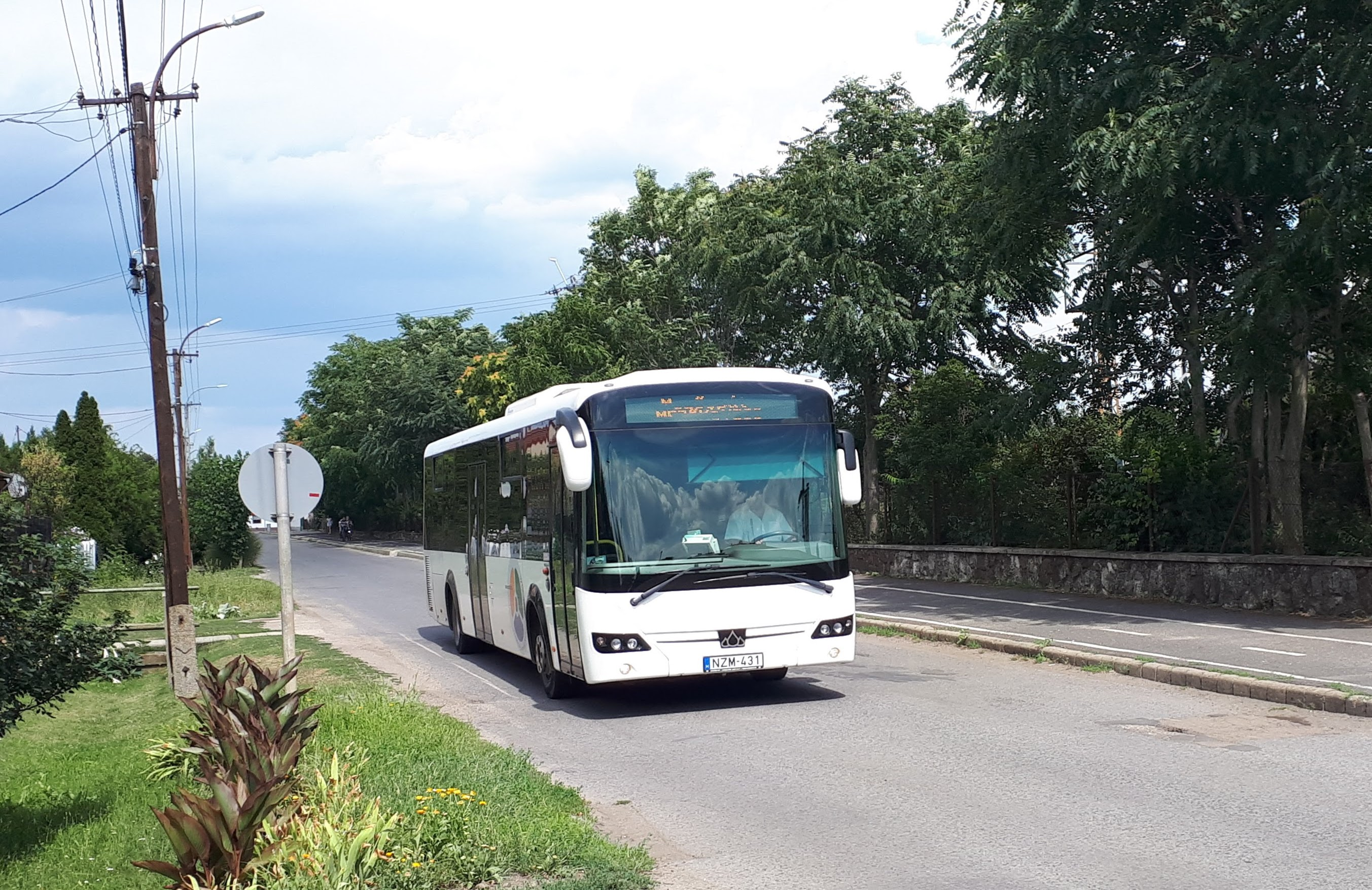
NZM-431 rendszámú Credo autóbusz Mezőkövesden.
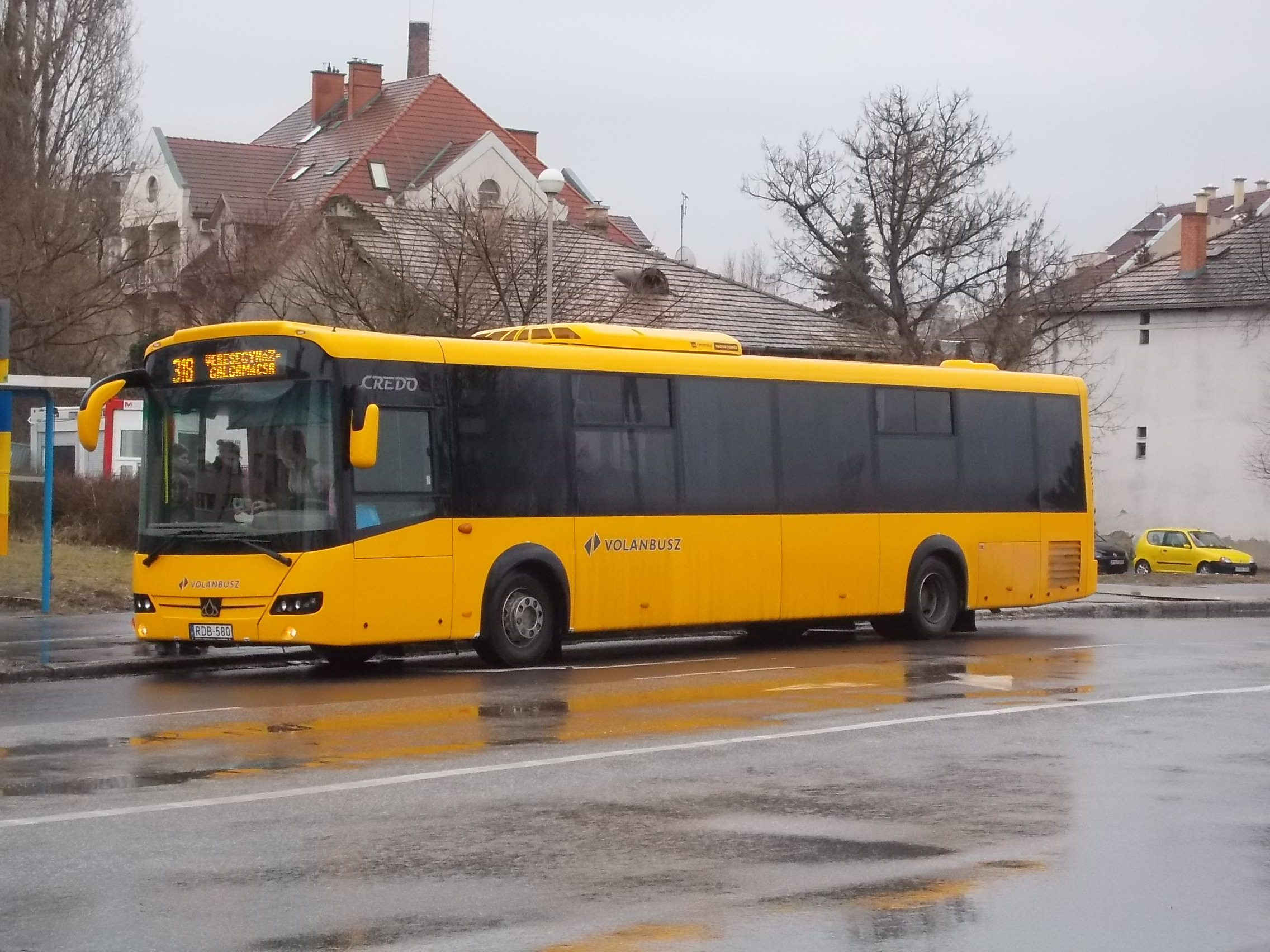
Credo autóbusz Újpesten, a 318-as járaton.
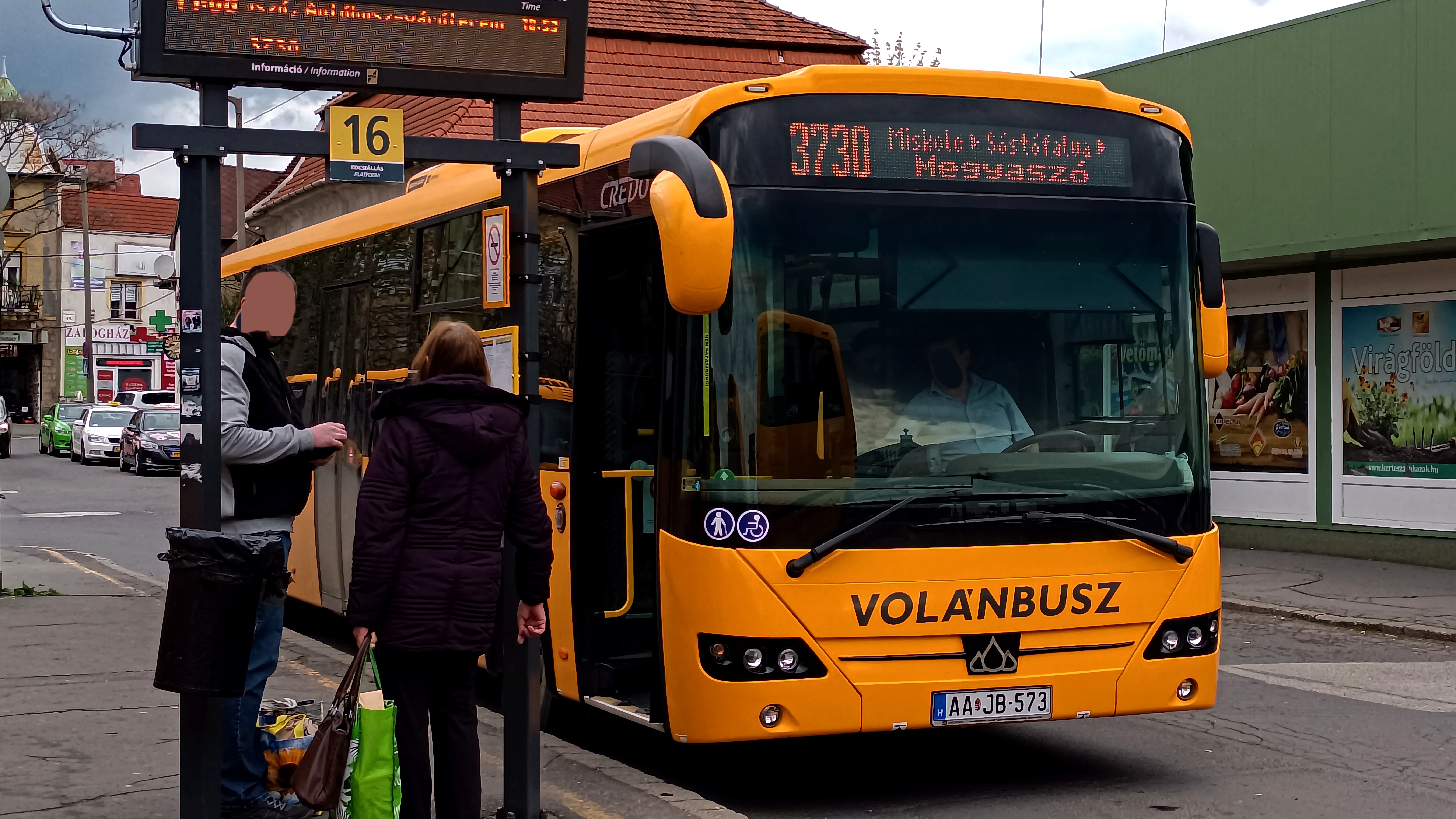
AA JB-sorozatú Econell 12 Miskolcon